# Zomrze
Zomrze – część wsi Lipy w Polsce, położona w województwie pomorskim, w powiecie kościerskim, w gminie Stara Kiszewa, na północnym obrzeżu kompleksu leśnego Borów Tucholskich.
W latach 1975–1998 Zomrze położone było w województwie gdańskim.